# Barnabas Huber
Barnabas Huber, Taufname: Franz von Paula Huber (* 13. April 1778 in Gutenberg bei Oberostendorf; † 29. Juli 1851 in Augsburg) war ein deutscher katholischer Geistlicher.

## Leben
Barnabas Huber wurde als Sohn von Johann Nepomuk Huber (1748–1816), Besitzer einer Mühle, die sich seit 1651 im Familienbesitz befand, und dessen Ehefrau Maria Kreszentia geboren.
Er besuchte die Klosterschule der Reichsabtei Ottobeuren und hatte Unterricht unter anderem bei den Lehrern Ulrich Schiegg (Mathematik), Maurus Feyerabend (1754–1818) (Geschichte) und Kaspar Eberle (1751–1811) (Orgel).
1793 trat er in den Benediktinerstift Ottobeuren ein und nahm den Namen Barnabas an. Am 13. November 1794 legte er sein Ordensgelübde ab. Am 30. Mai 1801 empfing er seine Weihe zum Priester.
Durch den Abt Honorat Goehl bekam er das Lehramt der griechischen Sprache übertragen und wurde später Kustos der Bibliothek des Stiftes.
Bei der Invasion der französischen Armee unter General Jean-Victor Moreau in Schwaben begleitete er den Abt bei dessen Flucht und blieb an dessen Seite.
Als durch den Reichsdeputationshauptschluss die Reichsstifte aufgehoben wurden, sollte ihm die Leitung mehrerer Pfarreien übertragen werden. Jedoch lehnte er diese alle ab und entschloss sich, die Stelle des Erziehers der Söhne des Fürsten Anselm Maria Fugger von Babenhausen anzunehmen. Er begleitete diese später auch noch während des Studiums an der Universität Würzburg.
Nachdem der Fürst verstorben war, blieb er bei dessen Sohn Fürst Anton (1800–1836), der ihn zum Hofbibliothekar ernannte. Zugleich erhielt er die Leitung der Schulkonferenzen übertragen. In seiner Freizeit beschäftigte er sich literarisch mit Pastoraltheologie.
Nachdem der König Ludwig I. von Bayern beschlossen hatte, in seinem Reich die Benediktinerorden wiederherzustellen, wurde Barnabas Huber im Dezember 1834 zum Abt des neu zu gründenden Klosters St. Stephan in Augsburg ernannt. Gleichzeitig wurde er auch der Prior des Filialklosters Ottobeuren.
Gemeinsam mit dem Bischof Ignaz Albert von Riegg reiste er, nach der Weihe in der Heilig-Kreuz-Kirche am 20. April 1835 in Augsburg, zu verschiedenen österreichischen Benediktinerstiften, um dort Persönlichkeiten für die neue Abtei St. Stephan zu gewinnen. Es gelang ihm, jeweils für ein paar Jahre aus 15 verschiedenen Klöstern in Österreich, Mähren und der Schweiz (u. a. Admont, Altenburg, Göttweig, Raigern, Seitenstetten, Kremsmünster, Wien, Einsiedeln und Marienberg) Lehrpersonal zu gewinnen.
Mitte Oktober wurde das umgebaute Stiftsgebäude in Augsburg bezogen und am 5. November 1835 fand das feierliche Fest- und Gründungspontifikalamt mit 32 Mönchen statt. Mit dem Schuljahr 1835/1836 wurden die verschiedenen Lehr- und Erziehungsanstalten Lyzeum (später Philosophische Hochschule bis 1969), Gymnasium bei St. Stephan und ein Seminarium puerorum (eine Vorschule für Schüler, die sich später dem geistlichen Stand widmen wollen) eröffnet. Die Schulen expandierten rasch. Allerdings fand in den ersten Jahren ein ständiger Lehrerwechsel statt, weil die Mönche in ihre Heimatklöster zurückkehrten.
Widerstände durch Angriffe von liberaler und ultramontaner Seite konnte er überwinden. Ihm gelang die Konsolidierung der Klosterfinanzen.
1844 feierte er in Ottobeuren, wo er sein erstes Ordensgelübde abgelegt hatte, seine Jubelprofess und erhielt hierzu ein Handschreiben von dem König Ludwig I., der ihm seine Anteilnahme ausdrückte.
1847 bat ihn der König Ludwig I. um eine geeignete Persönlichkeit, die der Abt im neu zu errichtenden Stift St. Bonifaz in München werden sollte. Nach seiner Empfehlung wurde sein Konventuale Paulus Birker der erste Abt dieses Stiftes.